# Aricidea lopezi
Aricidea lopezi är en ringmaskart som beskrevs av Miles Joseph Berkeley 1956. Aricidea lopezi ingår i släktet Aricidea och familjen Paraonidae. Utöver nominatformen finns också underarten A. l. rubra.